# تل كوم الدهب
تل كوم الدهب أو تل الدهب هو الاسم الحديث لأنقاض بلدة رومانية في مصر. واليوم توجد بقايا المدينة على جزيرة بالقرب من بحيرة المنزلة . تغطي البقايا مساحة حوالي 16 هكتار. تم تخطيط المدينة على نمط شبكي مع شوارع تمتد من الغرب إلى الشرق والجنوب والشمال. يوجد في الجزء الجنوبي الشارع الرئيسي الممتد من الغرب إلى الشرق. يوجد في هذا الشارع بقايا مبنى عام كبير على الأرجح، وظيفته غير معروفة وقد يكون معبد. في الجزء الشمالي من المدينة توجد بقايا مسرح. في الشمال توجد بقايا مبنى تخزين.
الاسم القديم للبلدة غير معروف. يُعرف كوم الدهب بشكل رئيسي من المسوحات وصور الأقمار الصناعية. لم يتم حفره قط.

## روابط خارجية
- مشروع استكشاف كوم الدهب من موقع جامعة شيكاجو